# Deutsche Gesellschaft für Zahnerhaltung
Die Deutsche Gesellschaft für Zahnerhaltung (DGZ) ist eine wissenschaftliche medizinische Fachgesellschaft, die sich der Erforschung der Zahnerhaltung und damit zusammenhängender Maßnahmen, sowie der Regenerativen Endodontie widmet. Die DGZ hat die Rechtsform eines eingetragenen Vereins und ist Mitglied der Arbeitsgemeinschaft der Wissenschaftlichen Medizinischen Fachgesellschaften (AWMF).
Die DGZ gehört der Deutschen Gesellschaft für Zahn-, Mund- und Kieferheilkunde (DGZMK), dem Dachverband der zahnmedizinischen Gesellschaften an. Im Rahmen eines Assoziationsvertrages treten neue Mitglieder der DGZ gleichzeitig der DGZMK bei. Beide Fachgesellschaften koordinieren sich darüber hinaus bei der Veranstaltung von Tagungen und Kongressen. Die Jahrestagung der DGZ bindet zudem regelmäßig die Deutsche Gesellschaft für Dentalhygieniker/Innen (DGDH), die Deutsche Gesellschaft für Endodontologie (DGET) oder die Deutsche Gesellschaft für Restaurative und Regenerative Zahnerhaltung (DGR²Z) mit ein. Die enge Kooperation dieser Fachgesellschaften wird auch als „DGZ-Verbund“ bezeichnet.
Offizielles Organ der DKZ ist die Deutsche Zahnärztliche Zeitschrift, die von der DGZMK herausgegeben wird, und im Deutschen Ärzteverlag erscheint.
Die DGZ ist seit 2012 Mitglied der Arbeitsgemeinschaft der Wissenschaftlichen Medizinischen Fachgesellschaften, in der mehrere Fachgesellschaften organisiert sind und gemeinsam evidenzbasierter medizinischer Leitlinien erstellen und herausgeben. Seit Beginn ihrer Mitgliedschaft war die DGZ an der Erstellung von 14 Leitlinien beteiligt und hatte bei drei weiteren Leitlinien die Federführung inne:
- Kompositrestaurationen im Seitenzahnbereich (Evidenzklasse S1), veröffentlicht 2016
- Kariesprophylaxe bei bleibenden Zähnen – grundlegende Empfehlungen (Evidenzklasse S2k), veröffentlicht 2016
- Fissuren- und Grübchenversiegelung (Evidenzklasse S3), veröffentlicht 2017

## Preise und Nachwuchsförderung
Auf ihrer jährlichen Fachtagung und im Rahmen weiterer fachlicher Veranstaltungen vergibt die DGZ Preise, um Forschung, Praxis und Nachwuchs der Zahnerhaltung zu fördern:
- DGZ-Publikationspreis für herausragende wissenschaftliche Veröffentlichungen in den Themenbereichen Zahnerhaltung, Kariologie und Endodontie.
- DGZ Preis „Aus der Praxis – für die Praxis“, prämiert praxisnahe und beispielhafte Falldarstellungen im Rahmen der Präsentationsreihe „Aus der Praxis“ auf der Jahrestagung der DGZ. Der Preis ist mit 3000 € dotiert
- DGZ-Oral-B-Preis für die besten wissenschaftlichen Präsentationen der Vorjahrestagung. Der Preis wird dabei sowohl für Vorträge als auch für Posterpräsentationen vergeben

Zudem hat die DGZ seit 1996 die Schirmherrschaft für den Wrigley Prophylaxe-Preis inne. Zusammen mit der Stiftung Innovative Zahnmedizin vergibt die DGZ seit 2013 jährlich den mit 5000 € dotierten Dental Innovation Award (DIA) mit dem Praxiskonzepte und Fallberichte über noninvasive und mikroinvasive Kariesbehandlung ausgezeichnet werden.